# Handbol Sant Quirze del Vallès
Handbol Sant Quirze del Vallès ist ein Handballverein aus Sant Quirze del Vallès in der Provinz Barcelona im Nordosten Spaniens.
Nachdem es in der Nachbargemeinde Sabadell bereits einen Handballverein der Frente de Juventudes gegeben hatte, wurde im Jahr 1952 unter dem Namen Acción Católica (siehe Die Acción Católica) auch in Sant Quirze Handball gespielt. Kurz darauf wurde eine weitere Mannschaft gegründet: Los 7 Machos, die sich im Jahr 1953 in Atlético San Quirico umbenannte (San Quirico de Tarrasa war der damalige offizielle Name der Stadt). Im selben Jahr noch fusionierten die beiden Teams der Acción Católica und Atlético San Quirico zum Verein Club Balonmano San Quirico.
Die erste Frauenmannschaft spielte in der höchsten spanischen Liga, der División de Honor, aus der sie nach der Spielzeit 2021/2022 abstieg. In der Saison 2022/2023 trat das Team in der División de Honor Oro an, Spaniens zweiter Liga, aus der die Mannschaft in die División de Honor Plata abstieg.
Das erste Männerteam spielte in der Saison 2022/2023 ebenfalls in der zweiten Liga, der División de Honor Plata, aus der es in die Primera División abstieg.